# Porto de Porto Alegre

O Porto de Porto Alegre é um porto brasileiro, localizado na cidade de Porto Alegre, capital do estado do Rio Grande do Sul, na região sul do Brasil.
Está situado no Canal dos Navegantes (Delta do Jacuí), na Avenida Mauá nº 1050, no bairro Centro. Une o centro produtor regional com um dos maiores portos marítimos do Mercosul, o Porto de Rio Grande.

## Precendentes
Os primeiros usos do lago Guaíba como via de transporte se perdem nas origens da cidade. Nos primeiros tempos de Porto Alegre foram sendo construídos sucessivos trapiches, rampas de acesso e pequenas docas de desembarque na região do centro, e que em meados do século XIX chegaram a existir em grande número. As primeiras ideias para a construção de um cais estruturado datam de 1833, quando a Câmara Municipal aprovou um projeto de alinhamento desde a Ponta do Arsenal (próximo à então Praça do Arsenal, hoje fica a Usina do Gasômetro) até o Caminho Novo (atual Voluntários da Pátria), com a construção fracionada a cargo dos particulares possuidores dos terrenos na testada do futuro cais. Contudo, este projeto, ambicioso e utópico para a época, não frutificou.
A primeira porção do porto foi construída finalmente na década de 1850, na altura da Praça Pereira Parobé, acompanhando a construção do Mercado Público de Porto Alegre, e que se resumia em uma doca de atracação em pedra, mas de limitada utilidade por suas pequenas dimensões e pelo fato de sofrer constante assoreamento. A situação melhorou um pouco quando entre 1856 e 1858 foi erguida um murada de pedra na altura da Praça da Alfândega, embora igualmente sua praticidade não era a desejável.
A partir da realização de obras de sinalização da Lagoa dos Patos, com a construção dos seus faróis (ver lista), o porto de Porto Alegre começou a ser cada vez mais procurado por embarcações nacionais e estrangeiras e como estação central no sistema de navegação fluvial da bacia do Guaíba, e com esta demanda crescente os trapiches e pontes se multiplicaram, e a planta oficial da cidade em 1900 mostra mais de trinta destas construções avançando lago adentro, resultando em um porto desorganizado e sujo. A necessidade de se construir um cais adequado já era sentida com intensidade na década anterior, quando o intendente Alfredo Augusto Azevedo dizia que
"a construção de um cais na parte do litroral compreendida entre a Cadeia Civil e a Rua Ramiro Barcellos é, a meu ver, uma necessidade palpitante a que devemos atender com solicitude."

## Construção
A partir da realização das obras na barra da Lagoa dos Patos, em Rio Grande, resultando na almejada abertura da navegação de grande calado no estado, o governo estadual procedeu ao planejamento efetivo da construção de um porto compatível com o grande movimento que já existia e em breve, imaginava-se acertadamente, aumentaria ainda mais.
O projeto do porto de Porto Alegre foi concebido por Cândido Godoy, que foi responsável por inúmeras obras em Porto Alegre e no estado do RS, durante sua gestão como Secretário de Obras do governo de Carlos Barbosa Gonçalves. A construção do porto foi contratada com a empresa de engenharia de Rudolf Ahrons, sob o acompanhamento de Cândido Godoy, e as obras foram iniciadas em 1911. Em 26 de agosto de 1913 foram concluídos 146 metros de cais, com quatro metros de profundidade, e com a consequente ampliação da área central da cidade em 180 metros, decorrente dos aterros realizados.
As obras foram paralisadas até 1919, quando foram retomadas com celeridade pelo Presidente do Estado Borges de Medeiros, completando em 1921 mais 490 m de cais com seus respectivos aterros, abrangendo o trecho entre o portão central e a rua Marechal Floriano. Em seguida foram iniciados os trabalhos no trecho da Praça da Harmonia, e ao deixar o governo em 1927 Borges de Medeiros deixava prontos 1652,88 m de cais acostável, com 10 armazéns e 22 guindastes elétricos.
A construção continuou nos governos seguintes. Flores da Cunha acrescentou mais algumas centenas de metros ao cais e criou o Frigorífico do Porto; entre 1947 e 1949 foi levantado o Cais Navegantes, com mais de 3500 m de atracadouros, e entre 1951 e 1956 foi a vez da construção do Cais Marcílio Dias, adicionando mais 1435 m ao porto da cidade, embora os aterros correspondentes só fossem completados em 1958. A conclusão geral do porto aconteceu em 1962.

## Situação atual

### Administração
Em 1951 foi criado o Departamento Estadual de Portos, Rios e Canais (DEPRC), autarquia estadual que ficou responsável pela exploração comercial do porto. Com o fim da concessão em 1994, foram feitos dois aditivos até a assinatura de um convênio de delegação entre o Ministério dos Transportes e o estado do Rio Grande do Sul, em 27 de março de 1997, para administração e exploração do porto, que ficou a cargo da Superintendência de Portos e Hidrovias do Rio Grande do Sul (SPH). Em 2017, com a extinção deste órgão, as suas funções foram transferidas à Superintendência do Porto de Rio Grande (SUPRG). 
Em 2021, a SPURG foi extinta, sendo sucedida pela Portos RS.

### Instalações
O cais acostável, com extensão de 8028 metros, é subdividido em três trechos:
- Cais Mauá - com 3240 metros de comprimento, contendo dezesseis berços, com  profundidade variando de quatro metros a 5,5 metros; a armazenagem nesse trecho é realizada em dezoito armazéns, dos quais doze são para carga geral, totalizando 20.178 metros quadrados, e os demais seis com utilizações diversas; os pátios, em número de quatro, perfazem 2180 metros quadrados. Um dos armazéns, localizado ao lado da Usina do Gasômetro, abriga a Escola de Vela da Marina Pública, que oferece mais de trinta cursos, entre eles o de iniciação à vela, com material e certificado.
- Cais dos Navegantes - com 3268 metros, dispõe de doze berços, com profundidade de  seis metros, e onze armazéns, sendo seis para carga geral e cinco para granéis sólidos, somando as áreas, respectivamente, 23.880 metros quadrados e 16.320 metros quadrados.
- Cais Marcílio Dias - tem 1366 metros de comprimento, cinco berços, profundidade variando entre quatro metros e cinco metros, e serve à movimentação de areias e seixos rolados.
- Outros quatro pátios descobertos - um maior, para carvão, com 36.105 metros quadrados, e os demais totalizando 22.340 metros quadrados, além de três silos para grãos, comportando 83.750 toneladas, sendo um vertical de 18.750 toneladas, operado pela Cia. Estadual de Silos e Armazéns (Cesa); um horizontal da Sociedade Anônima Moinho Riograndense (Samrig), para 15 mil toneladas; e um horizontal, da Companhia de Armazéns Graneleiros (Ciagran), com capacidade de 50 mil toneladas. Para depósito de óleos vegetais são utilizados quatro tanques pela Samrig, totalizando 4400 toneladas.

### Principais cargas
As principais cargas embarcadas são: soja, celulose, bobina de ferro/aço, máquinas e aparelhos elétricos, contêiner cheio, contêiner vazio, petróleo cru, óleo diesel, óleo combustível, benzeno, tolueno e xileno.
As principais cargas importadas são: trigo, sulfatos diversos, fertilizantes fosfatados, fertilizantes potássicos, papel-jornal, fertilizantes nitrogenados, ureia, contêiner cheio, contêiner vazio, nafta, petróleo cru, gasolina comum, propeno e etileno.